# Ecosistema de agua dulce

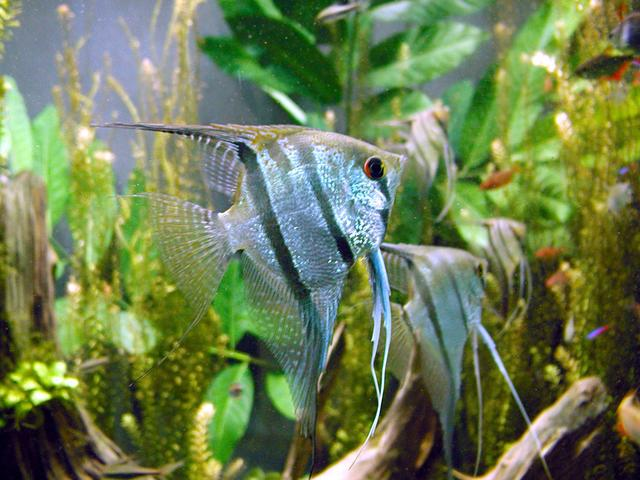
Pez ángel de agua dulce en el Jardín Botánico de Montreal.

Los ecosistemas de agua dulce, ríos y arroyos  son un subconjunto de los ecosistemas acuáticos de la Tierra. Estos incluyen lagos, estanques, ríos, arroyos, manantiales, pantanos y humedales. Se diferencian de los ecosistemas marinos en que el agua de estos últimos tiene un mayor contenido de sal. Los hábitats de agua dulce se pueden clasificar por diferentes factores, como la temperatura, la penetración de la luz, los nutrientes y la vegetación.
Los ecosistemas de agua dulce se pueden dividir en ecosistemas lénticos (agua estancada) y ecosistemas lóticos (agua corriente).
Los intentos iniciales de comprender y monitorear los ecosistemas de agua dulce fueron impulsados por la existencia de amenazas a la salud humana relacionadas con los mismos (ej. Brotes de cólera por contaminación de aguas residuales). El seguimiento temprano se centró en indicadores químicos, luego en bacterias y finalmente en algas, hongos y protozoos. Un nuevo tipo de seguimiento implica cuantificar diferentes grupos de organismos (macroinvertebrados, macrófitos y peces) y medir las condiciones de los arroyos asociados con ellos.

## Amenazas a los ecosistemas de agua dulce
Cinco grandes amenazas para la biodiversidad de agua dulce incluyen la sobreexplotación, la contaminación del agua, la modificación de flujo, la destrucción o degradación de los hábitat y la invasión de especies exóticas. Las tendencias de extinción recientes se pueden atribuir en gran parte al aumento de sedimentación, la fragmentación de los arroyos, los contaminantes químicos y orgánicos, las presas y las especies invasoras.
Las presiones químicas comunes que afectan la salud de los ecosistemas de agua dulce incluyen la acidificación, la eutrofización y la contaminación por cobre y pesticidas. Las sinergias impredecibles con el cambio climático complican enormemente los impactos de otros factores de estrés que amenazan a muchas especies marinas y de agua dulce.

## Extinción de la fauna de agua dulce
Más de 123 especies de fauna de agua dulce se han extinto en América del Norte desde 1900. De las especies de agua dulce de América del Norte, se estima que el 48,5% de los mejillones, el 22,8% de los gasterópodos, el 32,7% de los cangrejos de río, el 25,9% de los anfibios y el 21,2% de los peces están en peligro o amenazados. Las tasas de extinción de muchas especies pueden aumentar severamente en el próximo siglo debido a especies invasoras, pérdida de especies clave y especies que ya están funcionalmente extintas (por ejemplo, especies que no se reproducen). Incluso utilizando estimaciones conservadoras, las tasas de extinción de peces de agua dulce en América del Norte son 877 veces más altas que las tasas de extinción de fondo (1 en 3.000.000 de años). Las tasas de extinción proyectadas para los animales de agua dulce son aproximadamente cinco veces mayores que las de los animales terrestres y son comparables a las tasas de las comunidades de la selva tropical. Dado el estado de la biodiversidad de agua dulce, un equipo de científicos y profesionales internacionales redactó recientemente un plan de acción de emergencia para intentar restaurar la biodiversidad de agua dulce.
Las técnicas actuales de biomonitoreo de agua dulce se enfocan principalmente en la estructura de la comunidad, sin embargo, algunos programas miden indicadores funcionales como la demanda de oxígeno bioquímico (o biológico), la demanda de oxígeno de los sedimentos y el oxígeno disuelto. Es común monitorear la estructura de la comunidad de macroinvertebrados debido a la taxonomía diversa, la facilidad de recolección, la sensibilidad a una variedad de factores estresantes y el valor general para el ecosistema. Además, se mide la estructura de la comunidad de algas (a menudo usando diatomeas). Las algas también son taxonómicamente diversas, fáciles de recolectar, sensibles a una variedad de factores estresantes y, en general, valiosas para el ecosistema. Las algas crecen muy rápidamente y las comunidades pueden representar cambios rápidos en las condiciones ambientales.
Adicionalmente a la estructura de la comunidad, las respuestas a los factores estresantes del agua dulce se investigan mediante estudios experimentales que miden los cambios de comportamiento de los organismos, las tasas de crecimiento, la reproducción o la mortalidad alteradas. Los resultados experimentales de una sola especie en condiciones controladas pueden no reflejar las condiciones naturales y las comunidades de múltiples especies.
El uso de sitios de referencia es común al definir la "salud" idealizada de un ecosistema de agua dulce. Los sitios de referencia se pueden seleccionar espacialmente eligiendo sitios con impactos mínimos de perturbación e influencia humana.  Sin embargo, las condiciones de referencia también se pueden establecer temporalmente mediante el uso de indicadores preservados, como válvulas de diatomeas, polen de macrófitas, quitina de insectos y escamas de pescado, para determinar las condiciones previas a la perturbación humana a gran escala. Estas condiciones de referencia temporal suelen ser más fáciles de reconstruir en agua estancada que en agua en movimiento porque los sedimentos estables pueden preservar mejor los materiales usados como indicadores biológicos.